# Snatcher (відеогра)
Snatcher — це графічна пригодницька гра в стилі кіберпанк, розроблена та видана Konami. Вона був написана і розроблена Хідео Кодзімою і вперше випущена у 1988 році для PC-8801 і MSX2 в Японії. Дія Snatcher розгортається в майбутньому східно-азіатському мегаполісі, де було виявлено роботів-гуманоїдів, яких називають «викрадачами», котрі вбивали людей і замінювали їх у суспільстві. Гра розповідає про Джилліан Сід, хворого на амнезію, який приєднується до агентства, що бореться з викрадачами, у пошуках свого минулого. Ігровий процес відбувається в основному через інтерфейс на основі меню, за допомогою якого гравець може досліджувати предмети, шукати кімнати, розмовляти з персонажами, досліджувати напіввідкритий світ та виконувати інші дії.
Кодзіма хотів, щоб Snatcher був кінематографічним, тому на сетинг й сюжет сильно вплинули науково-фантастичні фільми, такі як «Той, що біжить по лезу», «Akira, «Термінатор » і «Вторгнення викрадачів тіл». Розробка версії для ПК зайняла більш ніж удвічі більше часу, ніж середня гра того часу, навіть після того, як Кодзіму попросили скоротити більше половини його початкової історії. Гра отримала позитивні відгуки, але погані продажі. Вона стала культовою і була перероблена як рольова гра під назвою SD Snatcher для MSX2 у 1990 році. За цим послідував ремейк оригінальної пригодницької гри з використанням технології CD-ROM, випущений для системи PC Engine Super CD-ROM² у 1992 році.
Прагнучи забезпечити більш інтерактивний досвід для геймерів із Заходу, Konami розробила Sega CD -версію Snatcher спеціально для Північної Америки та Європи в 1994 році. Незважаючи на комерційний провал версія Sega CD отримала переважно позитивні відгуки за кінематографічну презентацію та зрілі теми, незвичайні в іграх того часу. Snatcher ретроспективно визнано однією з найкращих пригодницьких ігор і кіберпанк-ігор усіх часів, а також визначено як основу для тем, які Кодзіма досліджував пізніше в серії Metal Gear. Гра стала значним джерелом натхнення для Ґоїті Суди, який працював з Кодзімою над створенням приквела радіодрами «Sdatcher». Останній раз гра Snatcher була перевипущена в 1996 році на PlayStation і Sega Saturn. Гра також була включена в PC Engine Mini у 2020 році, хоча грати можна лише японською мовою. Її відсутність на сучасних платформах здивувала галузевих аналітиків, враховуючи спадщину гри.

## Геймплей
Snatcher описували як графічну пригодницьку гру та візуальний роман. Гравець керує Джилліаном Сідом, досліджуючи та полюючи на «викрадачів», небезпечних гуманоїдних роботів, замаскованих під людей, які бродять містом Нео-Кобе. Візуальні елементи гри — це статичні зображення з деякими анімаціями, які відображаються у верхній частині екрана. Немає інтерфейсу «вкажи і натисни», усі дії виконуються через текстове меню з такими командами, як переміщення, перегляд і дослідження. Головоломки та дерева діалогів у грі прості, що робить наголос на лінійній розповіді. Іноді панелі персонажів показуються під головним графічним вікном під час розмов, щоб передати їхні вирази обличчя.
Гра дозволяє досліджувати напіввідкритий світ. Є кілька сегментів дії, де гравець стріляє у ворогів, розсіяних по сітці 3x3. Версія Sega для компакт-дисків підтримує легку гармату Justifier, що містить Lethal Enforcers для цих сегментів.

## Сюжет
Дія "Snatcher" відбувається в середині 21 століття, через п'ятдесят років після того, як біологічна зброя, відома як Люцифер-Альфа, вбила більшу частину населення світу. У Нео-Кобе-Сіті, мегаполісі на штучному острові в східній Азії, нещодавно виявлено гуманоїдних роботів, яких називають «викрадачами», які вбивають людей, надягаючи їхню шкіру як маскування, і замінюють їх у суспільстві. Уряд Нео-Кобе закриває місто від зовнішнього світу та створює оперативну групу JUNKER для полювання на викрадачів. Гравець бере на себе роль Джилліана Сіда, хворого на амнезію, який пам’ятає лише те, що його минуле, а також минуле його дружини Джеймі, якось пов’язане з Викрадачами. Він починає працювати в JUNKER в надії, що полювання на викрадачів викриє його минуле.
Після прибуття в штаб-квартиру JUNKER Джилліан Сід зустрічає Міку Слейтон  і шефа Бенсона Каннінгема, а також отримує робота-навігатора на ім'я "Metal Gear Mk. II" від інженера JUNKER Гаррі Бенсона. Metal Gear отримує сигнал лиха від Жана-Джека Гібсона, єдиного іншого агента JUNKER, тож Джилліан їде туди з Metal Gear, але виявляє, що пара викрадачів вбила його. Вони намагаються переслідувати Викрадачів, але змушені швидко втекти, оскільки фабрика вибухає. Джилліан починає шукати особу викрадачів, які вбили Жан-Джека, і після обшуку в його будинку за допомогою його дочки Катріни і розмови зі своїм інформатором «Наполеоном», Джилліан впізнає пару підозрюваних. Під час полювання на Викрадачів він ледь не був убитий, але його врятував Рендом Хаджіле, мисливець за головами Викрадачів. Рендом приєднується до Джилліан і Metal Gear, коли вони подорожують до лікарні, яку Жан-Джек назвав підозрілою під час свого розслідування. Вони дізнаються, що вона покинута протягом кількох років і містить секретний підвал, де знаходять скелети жертв Викрадача. Серед них вони знаходять начальника Каннінгема, що означає, що начальник JUNKER є викрадачем. Деякі викрадачі атакують групу, але Рендом відволікає їх, щоб Джилліан і Метал Гір могли втекти. Повернувшись у штаб-квартиру JUNKER, Джилліан коротко розмовляє з Гаррі, перш ніж він помре, будучи смертельно пораненим Шефом, і вбиває Шефа після того, як Міка стає заручником. Одразу після цього Джилліан отримує дзвінок від Джеймі, яка повідомляє йому, що вона повернула свої спогади і її утримують у «Кремлі».
Джилліан і Метал Гір подорожують до покинутої церкви, схожої на Кремль, де вони знаходять Джеймі в полоні вченого на ім’я Елайджа Моднар, який пояснює минуле Джилліан. Він, його батько та Джеймі брали участь у таємному експерименті, проведеному Радянським Союзом понад 50 років тому під час холодної війни, щоб створити викрадачів, які були розроблені для вбивства та заміни світових лідерів, надаючи радянинам більше влади. Джилліан був агентом ЦРУ, який шпигував за проєктом, він одружився з Джеймі, з якою виховував сина, Гаррі Бенсона. Коли Елайджа випустив Люцифер-Альфа в атмосферу, Джилліан і Джеймі потрапили в стан кріогенного сну. Пара була врятована армією та втратила пам’ять через тривалий період анабіозу. Ставши розбещеним владою, Елайджа відкриває намір зробити так, щоб Викрадачі знищили й замінили людство як доказ безглуздості людства; він також показує, що Рендом був антивикрадачем, створеним його покійним батьком на основі зовнішнього вигляду та спогадів Іллі, і представляє його деактивоване тіло. У цей момент Рендом реактивується та стримує Елайджу, дозволяючи Джилліан і Джеймі втекти. Metal Gear активує орбітальну зброю, яка руйнує базу снетчерів, вбиваючи Елайджу та Рендома. Дізнавшись про більшу фабрику викрадачів у Москві, Джилліан готується вирушити туди на місію, сподіваючись знищити загрозу та відновити свій шлюб із Джеймі.

## Розробка та випуск

### PC-8801 і MSX2
Snatcher створив Хідео Кодзіма, який працював на Konami. Перебуваючи під сильним впливом фільму «Той, що біжить по лезу» (1982) та інших творів кіно, він хотів розробити гру в подібному стилі. Гра була представлена як «кіберпанк-пригода». Кодзімі було важко пояснити значення слова «кіберпанк» відділу торгових марок Konami по телефону. Спочатку гра мала назву Junker, але назва звучала надто схоже на існуючу гру маджонг. Також розглядалася назва «New Order». Кодзімі не сподобалася остаточна назва, тому що його попередня гра, Metal Gear (1987), також була названа на честь ворога в грі.
Розробка почалася між Кодзімою та дизайнером персонажів Томіхару Кіношіта, які обидва ставилися до проєкту як до створення фільму чи аніме, а не до гри. Вони розширилися, щоб сформувати невелику команду в Konami, приблизно вдвічі менше, ніж для типової гри Famicom, що дозволило їм тісно та швидко працювати. Гра наповнена згадками про культуру наукової фантастики, які обходять закони про авторське право. Кодзіма сказав Кіношіті стилізувати персонажів, подібних до персонажів Кацухіро Отомо в його манзі «Акіра» (1982-1990). Команда ніколи не прагнула, щоб у грі була зріла атмосфера, але вона, природно, рухалася в цьому напрямку. На додаток до діалогу, що руйнує четверту стіну в грі, Кодзіма хотів надрукувати на дискетах секретне повідомлення та тепловий аромат, який можна було б помітити після їх розігріву в дисководі, але Konami не схвалила цю ідею.
Розробка оригінальних версій Snatcher тривала близько 18 місяців. Спочатку Кодзіма планував розповідь на п’ять актів, але через брак пам’яті був змушений скоротити їх до двох, що призвело до того, що історія закінчилася раптово. Плани щодо продовження, яке містило б з третього по п’ятий акт і додатковий, були скасовані через тривалу розробку першої частини. Розробка тривала приблизно в два-три рази довше, ніж середня гра. Труднощі з обмеженнями пам’яті спонукали персонал зробити перерву під час розробки, у той час Кодзіма почав досліджувати концепції для своєї подальшої гри Policenauts (1994).
Спочатку Snatcher мав бути ексклюзивом для PC-8801, але він також був розроблений для MSX2 на прохання Konami. Версія PC-8801 підтримує FM- і стереозвуки через плату розширення Sound Board II, тоді як версія MSX2 постачалася зі спеціальним картриджем, який забезпечував розширений звуковий ландшафт, що виходив за межі можливостей платформи за замовчуванням і додаткову оперативну пам’ять, що містить різні аранжування музичних треків. Картридж розширення підвищив ціну версії MSX2 за межі версії PC-8801, протилежно порівняно з зазвичай дешевшою роздрібною ціною гри на платформі. Кількість музики та звуку була більшою, ніж в інших іграх того часу, і вимагала більшої, ніж зазвичай, звукової команди. Оскільки жодна платформа не була здатна точно синтезувати мовлення, звукові ефекти використовувалися для представлення діалогу персонажів.
Snatcher був випущений для PC-8801 26 листопада 1988 року і MSX2 13 грудня того ж року.

### PC Engine
Гравці почали прохати про версію для домашньої консолі незабаром після випуску. Оскільки гра була великою та потребувала кількох дискет, розглядалися лише системи CD-ROM на відміну від систем, які працювали з картриджами ROM. PC Engine мав доступну систему Super CD-ROM², тому її було обрано для розміщення консольного порту Snatcher. Під повною назвою Snatcher CD-ROMantic цей порт був першим, коли Konami працювала з технологією CD.
Команда додала третій акт до цієї версії, заснований на розширеній історії, представленій в адаптації рольової гри 1990 року SD Snatcher, рішення, за яке їх критикували всередині, оскільки інші вважали, що гра вже достатньо довга. Використання технології CD дозволило їм додати записану мову та високоякісну фонову музику. Художник Сатоші Йошіока створив графіку для цієї версії. Кодзіма хотів, щоб візуальні ефекти виглядали якомога «кінематографічними», тому Йосіока черпав натхнення з «Того, що біжить по лезу», «Термінатора» (1984) та
«Чужого» (1979), щоб відтворити їхні спецефекти в голлівудському стилі. Він використовував спеціальний застосунок для малювання від Konami, щоб створити графіку персонажів, включаючи вирази обличчя під час розмов. Він виявив, що вираз обличчя Джилліана було найважчим для оживлення через складність його характеру.
Пробна версія під назвою Pilot Disk була випущена 7 серпня 1992 року. Вона охоплює початок першої дії, а також містить додатковий вміст, як-от представлення персонажів, трейлер попереднього перегляду та вибрані музичні треки. Повна версія була випущена 23 жовтня 1992 року і, як повідомляється, добре продавалася для гри PC Engine.

### Sega CD
Після випуску своєї першої гри на компакт-диску Sega, Lethal Enforcers (1992), Konami хотіла зробити систему більш інтерактивною для західних гравців. Компанія розглядала можливість створення Full Motion Video, як-от Night Trap (1992), але вважала, що це може бути надто складно, і зрештою вирішила локалізувати та портувати Snatcher. Це також дало розробникам Snatcher можливість покращити версію PC Engine, якою вони все ще не були повністю задоволені. Хоча компакт-диск Sega міг відображати лише 64 кольори одночасно (порівняно з 256 у PC Engine), команда використовувала програмні методи, щоб збільшити це число до 112, і змінила деякі палітри для компромісу.
Деякі сцени були піддані цензурі або іншим чином змінені для випуску Sega CD. Груди померлої Лізи Нільсен Снатчер були прикриті, а послідовність, у якій Катріна Гібсон стоїть оголеною в душі, була прихована, а вік Катріни змінено з 14 на 18. Деякі параметри, які дозволяли Джилліан займатися сексуальною поведінкою, були видалені або пом'якшені, наприклад ті, які дозволяли йому нюхати трусики або дивитися на груди. Аудіо, в якому робот збуджується під час перегляду порнофільму, було повністю вирізано. Насильство не було змінено, за винятком однієї сцени, де частково мертва собака з посмикувальними нутрощами стала повністю мертвою, не посмикуючись. Побоюючись проблем із авторським правом у Сполучених Штатах, клієнтуру в барі змінили з Камена Райдера, Чужого та інших персонажів на персонажів Konami. Відчуваючи, що третя дія була надто схожою на фільм, Konami додала більше інтерактивності за допомогою додаткових розгалужень і варіантів вибору. Крім того, тепер гравець оцінюється за тим, наскільки добре він розгадав таємниці. Дати подій у грі також перенесено на п’ять років, щоб все ще відбутися в найближчому майбутньому, щоб компенсувати пізній випуск.
Англійською мовою гру переклав Скотт Хардс під наглядом Джеремі Блауштайна та Konami з Японії. Переклад тривав приблизно два-три місяці. Сім акторів озвучення записали близько двох з половиною годин діалогів для 26 різних персонажів. Через велику кількість тексту, включеного в гру, переклад був дорогим, і Konami вважала, що це найважча частина процесу перенесення. Кодзіма не брав участі в портуванні компакт-диска Sega, і зміни у вмісті та сюжеті гри були внесені без його участі. Дві озвучені сцени, ексклюзивні для цієї версії, включають розширений пролог, який адаптує ручний комікс з попередніх версій, і додаткову сцену в кінцівці, в якій Міка та Катріна прибувають, щоб провести Джилліан з Джеймі перед тим, як він від’їде до Москви. 
Snatcher вийшов у грудні 1994 року в Європі та січні 1995 року в Північній Америці. За словами Блауштейна, у Сполучених Штатах було продано лише пару тисяч примірників і в кінцевому підсумку гра зазнала комерційного провалу. Низькі продажі пояснюють запізнілим випуском під час існування компакт-диска Sega.

### PlayStation і Sega Saturn
Snatcher був випущений ще раз в Японії в 1996 році, цього разу для 32-розрядних ігрових консолей. Версія для PlayStation була випущена 26 січня, а потім версія Sega Saturn 29 березня. Як і у випадку з версією Sega CD, Кодзіма не брав прямої участі в цих версіях, розробкою займалася Konami Computer Entertainment Tokyo. Музика та візуальні ефекти були повністю перероблені на обох портах, а деякі музичні треки були повністю замінені. Версія Saturn, випущена трохи пізніше, має деякі додаткові графічні вдосконалення в деяких малюнках порівняно з версією PlayStation. Оскільки голосова доріжка повністю використовується з версії PC Engine без нового записаного матеріалу, у цих 32-розрядних версіях відсутні додані сцени з версії Sega CD — замість цього комікс із прологом відтворюється як CGI-анімація на попередньо відрендереному відео-вступі, і хоча Міка та Катріна все ще з’являються в кінцівці, щоб проводжати Джилліан з Джеймі, два персонажі мовчать під час сцени.

## Прийом
Версії PC-8801 і MSX2 отримали позитивні відгуки в Японії та стали культовими, але не мали комерційного успіху. Версія PC Engine також здобула прихильників у Японії частково через великий вміст крові. Famicom Tsushin поставив грі 33 бали з 40, високо оцінивши її кінематографічну якість. Через два роки після виходу гра все ще була в списку «20 найкращих» серед читатів. Журнал Sega Saturn визнав версію Sega Saturn вірним портом версії PC Engine.

### Sega CD
| Видання                  | Оцінка  |
| ------------------------ | ------- |
| Computer and Video Games | 90%     |
| Game Informer            | 8.5/10  |
| GameFan                  | 280/300 |
| GamePro                  | 16.5/20 |
| Next Generation          | [ 23 ]  |

Коли Snatcher потрапив на Захід у вигляді компакт-диску Sega, він отримав похвалу за історію, кінематографічну презентацію та зрілі теми. Він був більш кінематографічним і розповідав більш зрілу історію, ніж типові для геймерів того часу. Mean Machines Sega вважала Snatcher суттєвішою за інші пригодницькі ігри, називаючи її «однією з найбільш складних розкадровок і фонів будь-якої відеоігри». Написання гри було загалом схвалено,, але VideoGames та Game Players відчули, що її юнацький і легковажний гумор іноді суперечить серйозному тону, а VideoGames написали, що вона страждає від японської «миловидності». Рецензент GameFan назвав її «однією з найдовших і найзахопливіших ігор», у які він грав за довгий час. Він написав: «Ніколи раніше я не грав у таку зворушливу, драматичну, пронизану кров’ю, дорослу гру». Журнал похвалив Konami за збереження більшої частини вмісту для дорослих. Рецензенти журналу Games World похвалили гру за «захоплюючий» і «утримуючий» сюжет.  Computer and Video Games заявили, що це «одна з найпривабливіших рольових ігор» із «захоплюючою» історією, яка є розумною, «добре складеною, атмосферною та іноді справді смішною», водночас порівнюючи її з науково-фантастичними фільмами 1980-х і «Кримінальним чтивом» Квентіна Тарантіно (1994).
Mean Machines Sega вважає, що презентація Snatcher була покращена завдяки використанню технології CD-ROM, яка підтримувала оцифровані голоси та високоякісну графіку. Деякі критики хвалили англійську озвучку та сценарій, хоча Next Generation вважали, що Konami могла б найняти кращих акторів. Дейв Перрі з Games World сказав, що «японська аніме- графіка в поєднанні з чіткою ігровою мовою оживляє RPG-пригоду». Інші журнали також обговорювали графіку в позитивному світлі,, хоча графіка була розкритикована Computer and Video Games як «застаріла», а VideoGames як «банальна». GamePro сподобалася графіка в стилі японського аніме, і вони відчули, що в поєднанні з текстом вона залучає гравців в історію. Однак рецензент розкритикував музику, назвавши її «старомодною для кіберпанк-пригод», тоді як Mean Machines Sega позитивно порівняла її з випадковими темами у стилі Джона Карпентера.
Критики вважали, що гра часом повільна, але винагороджувала терплячих гравців. GamePro пише, що гра винагороджує «терпіння, наполегливість і працьовитість». VideoGames вважали, що в історії немає «нічого приголомшливого», але вона достатньо цікава, щоб гравець захопився. Дейв Перрі з Games World сказав, що взаємодія «різноманітна, і є достатньо варіантів, щоб запобігти тому, щоб вона була надто лінійною». Ultimate Future Games, однак, вважали, що гра була надто лінійною та надто сильно спиралася на ілюзію вибору, коли історію можна було розвивати лише шляхом виконання завдань у певному порядку. Mean Machines Sega відчула, що головоломки були складними, а гра була значно довшою та змістовнішою, ніж Rise of the Dragon (1990), ще однієї пригодницької гри в стилі кіберпанк. Computer and Video Games вважали, що розділи зі стрільбою були слабкими та розчаровуючими.

### Ретроспектива
Snatcher називають однією з найкращих пригодницьких ігор і найкращих кіберпанк-ігор усіх часів. У 1997 році видання Electronic Gaming Monthly визнало версію Sega CD 69-ю найкращою консольною відеоігрою всіх часів виключно на основі сюжету гри, зазначивши, що «небагато людей грали в неї, але майже всі знають про її моторошну сюжетну лінію». Гра продовжувала отримувати похвалу за свою історію та презентацію. У Waypoint написали, що розповідь і візуальні ефекти Snatcher тримаються на висоті, на відміну від більшості пригодницьких та кіберпанк ігор Sega CD. Kotaku назвав гру «рогом достатку наукової фантастики» і їм сподобалося, як гра досліджує теми людського існування та страху перед машинами, які замінюють людей. У них було відчуття, що на гру сильно вплинули науково-фантастичні фільми, зокрема «Той, що біжить по лезу», «Термінатор », «Акіра» та «Вторгнення викрадачів тіл» (1956). Інші публікації також підхопили ці натхнення, особливо стосовно фільму «Той, що біжить по лезу». Retro Gamer назвав іронічним те, що гра була більш кінематографічною, ніж ігри, у яких використовується FMV. Destructoid сподобався сюжет, але вони скаржилися на інтерфейс. AllGame писав, що ігри з текстовим меню, такі як Snatcher, можуть стати стомлюючими, втім завдяки сюжетній лінії та графіки Snatcher вартий свого часу.

## Спадщина

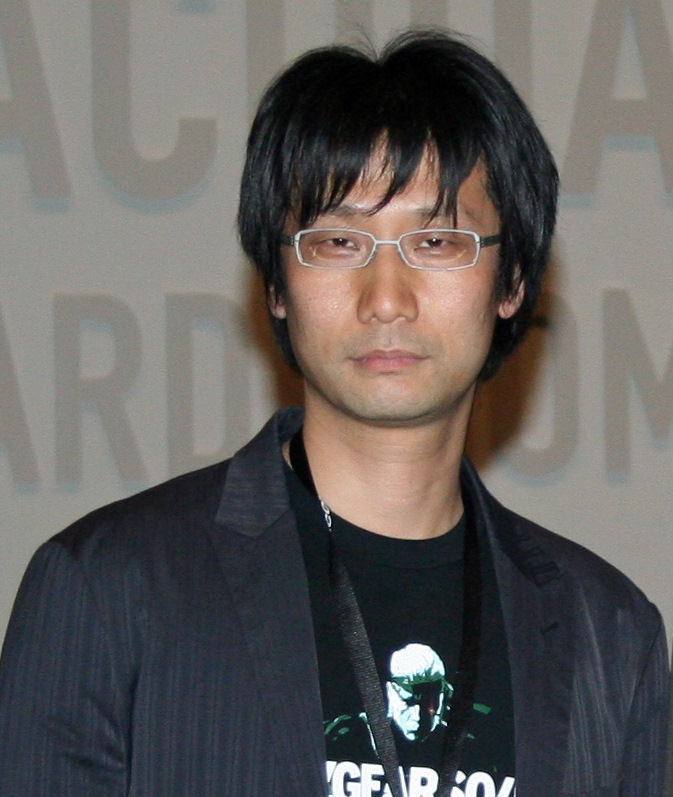
Хідео Кодзіма в 2007 році

Критики розглядали «Snatcher» як основу для пізніших робіт Кодзіми. 1UP.com відчув, що гра продемонструвала любов автора до кіно і була «більше розумовою справою, ніж деякі [його] інші зусилля, але його винахідливість і увага до деталей допомогли зробити цю гру особливо вартою уваги». Game Informer писав, що Snatcher передбачив використання Кодзімою наукової фантастики для дослідження філософії, сексу та стану людини в Metal Gear Solid. Snatcher залишається однією з найвідоміших ігор Кодзіми, але часто затьмарюється серією Metal Gear Solid.
Гра стала культовою. Це вплинуло на інші науково-фантастичні твори, включно з романом Genocidal Organ від Project Itoh та пригодницькою грою 2015 року 2064: Read Only Memories. Кодзіма висловив зацікавленість у відродженні Snatcher у певному сенсі і пояснив, що не має часу працювати над проєктом самостійно, але хотів би, щоб інший режисер керував ним. За його словами, такий проєкт ніколи не був здійсненним з точки зору бізнесу, і в 2011 році він сказав, що продовження має продати понад півмільйона копій, щоб мати фінансовий сенс. Кодзіма покинув Konami у 2015 році, в той час як гра залишається власністю компанії, яка не висловила зацікавленості у її відродженні шляхом перевидання чи продовження.
Відсутність гри на сучасних платформах здивувала критиків. Дехто вважав, що вона добре гратиметься на Nintendo DS або 3DS, йдучи по стопах успішних графічних пригод на таких платформах, як Hotel Dusk і Ace Attorney. Версія Sega CD залишається єдиним релізом на західних територіях. Попит підвищив ціни на ці копії на вторинному ринку, що зробило емуляцію більш розумним варіантом для більшості гравців. Японські копії набагато дешевші, але текстова природа гри ускладнює її читачам, які не володіють японською. Версія PC Engine включена в TurboGrafx-16 Mini, але лише в оригінальній японській версії. Шанувальники експериментували з перенесенням гри на інші системи. У 2015 році для Virtual Boy було створено демо ранньої частини гри зі стереоскопічними 3D-ефектами та музикою PCM. Інший фанат експериментував із перенесенням його на Dreamcast із реміксованим саундтреком і відретушованими візуальними ефектами.
Snatcher був першим перекладацьким проєктом для Джеремі Блауштейна, який згодом перекладав Metal Gear Solid (1998) Кодзіми. У 2014 році Блауштейн запустив краудфандингову кампанію на Kickstarter для стімпанк-пригодницької гри під назвою Blackmore Керувати грою мав Блауштейн, а решту команди складали колишні співробітники Snatcher. Ініціатива не досягла мети фінансування.

### SD Snatcher
Викрадач був перероблений у рольову гру під назвою SD Snatcher для MSX2, випущену в 1990 році. У японських ЗМІ «SD» означає «супер деформований», це ще один спосіб посилатися на дизайн символів тібі. Гра розгортається з точки зору зверху вниз, де гравець контролює Джилліана, коли той мандрує навколишнім середовищем. Коли гравець стикається з ворогом на полі, гра переходить в режим битви від першої особи. Гравець повинен стріляти у ворогів, використовуючи одну з багатьох різних гармат. Цілями можуть бути різні частини ворога, тоді як різна зброя має різні можливості та радіус дії. Як і версія Snatcher MSX2, SD Snatcher складався з трьох дискет із даними гри та звукового картриджа, оснащеного мікросхемою SCC.
SD Snatcher була розроблена Konami через бажання компанії створити рольову гру в незвичайному футуристичному сеттингу, вирішивши адаптувати історію та сеттинг Snatcher для такої гри. У той час як оригінальні версії Snatcher, випущені в 1988 році, закінчили історію безрезультатно через скасування запланованого продовження, SD Snatcher додає додатковий сегмент, який продовжує історію з того місця, де зупинилася попередня версія (ця додана частина послужила основою для третього акту, доданого в пізніших консольних портах оригінального Snatcher ). Спочатку Хідео Кодзіма не брав участі в розробці SD Snatcher, оскільки на той час він був зайнятий Metal Gear 2: Solid Snake, але його та його команду залучили на пізніх стадіях розробки, щоб допомогти успішно завершити SD Snatcher, щоб вони могли продовжити розробку Solid Snake. Гра була перекладена голландською групою Oasis у 1993 році, що робить її одним із найперших задокументованих фанатських перекладів.

### Sdatcher
Епізодичний приквел радіодрами Sdatcher був випущений у 2011 році завдяки співпраці Кодзіми та ігрового дизайнера Ґоїті Суди. Суда назвав Snatcher разом із роботами Ю Сузукі причиною того, що він зацікавився відеоіграми. Він запитав Кодзіму, чи хоче той створити нову гру разом, і проєкт вилився у радіодраму. Її було оголошено 2007 року. Сценарій написав Суда, а музику — Акіра Ямаока, який працював на Суду в його студії Grasshopper Manufacture і працював над серією Silent Hill. Художник Snatcher Сатоші Йошіока зробив рекламні ілюстрації. Перший акт був випущений у вересні 2011 року з новими актами, випущеними через тиждень до листопада того ж року. Його розповсюджували безкоштовно, а потім продавали на компакт-дисках. Пізніше його переклали шанувальники.